# Place Octave-Chanute
La place Octave-Chanute est une voie située dans le quartier Saint-Fargeau du 20e arrondissement de Paris.

## Situation et accès
La place est desservie à proximité par la ligne 3 à la station Porte de Bagnolet.

## Origine du nom
La place porte le nom de l'ingénieur et pionnier de l'aviation, Octave Chanute (1832-1910). Les aviateurs ont fourni de nombreux odonymes aux voies avoisinantes.

## Historique
Cette place est créée sous sa dénomination actuelle sur l'espace des rues qui la bordent par un arrêté du 10 février 1915, approuvé par un décret du 30 mars 1915.

## Bâtiments remarquables et lieux de mémoire
Place triangulaire ombragée, la place Octave-Chanute est petite, agrémentée d'un banc, d'un réverbère à l'ancienne et d'une fontaine Wallace. Au fond, un escalier pittoresque conduit aux rues de la Campagne à Paris. 

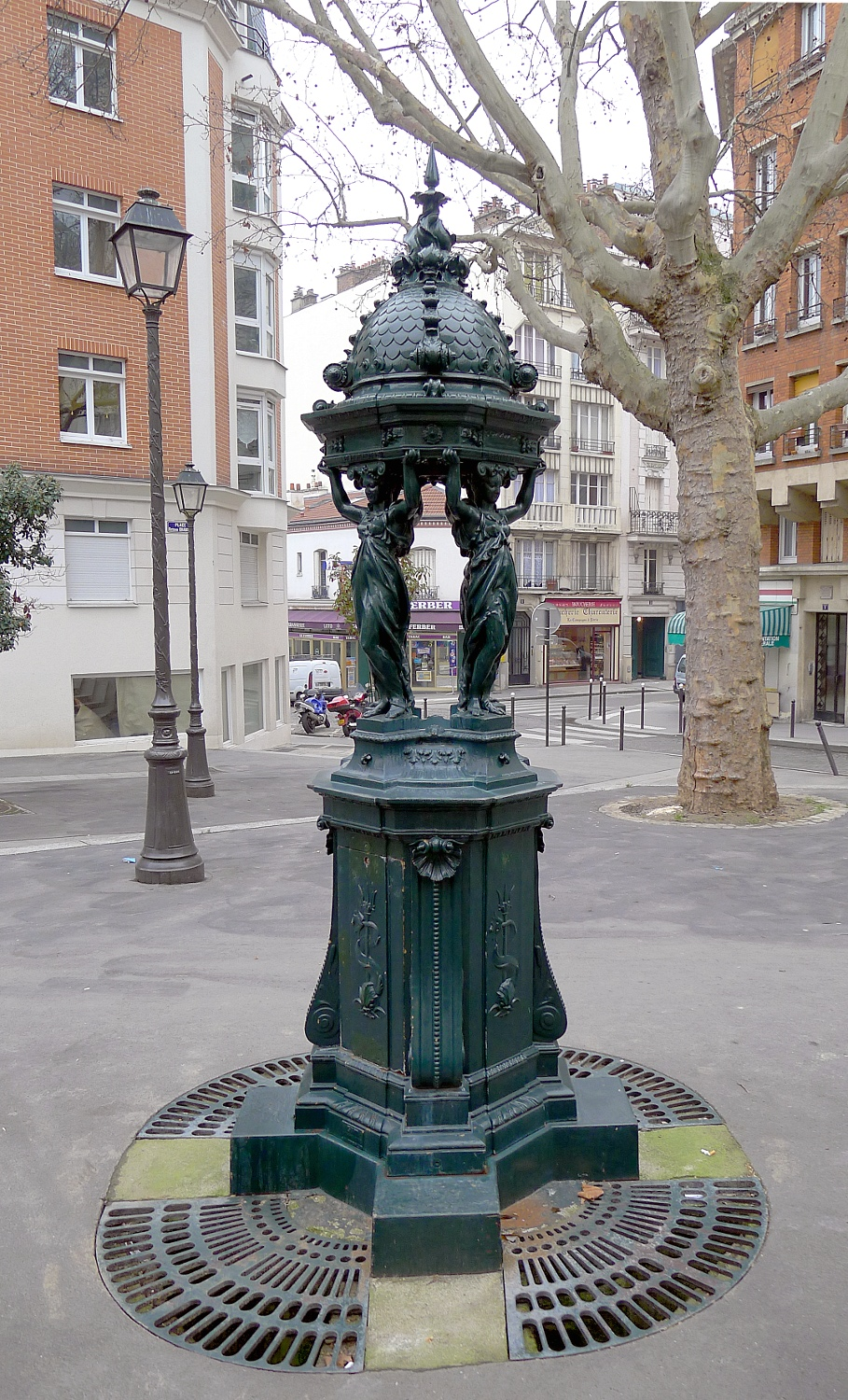
Fontaine Wallace de la place.
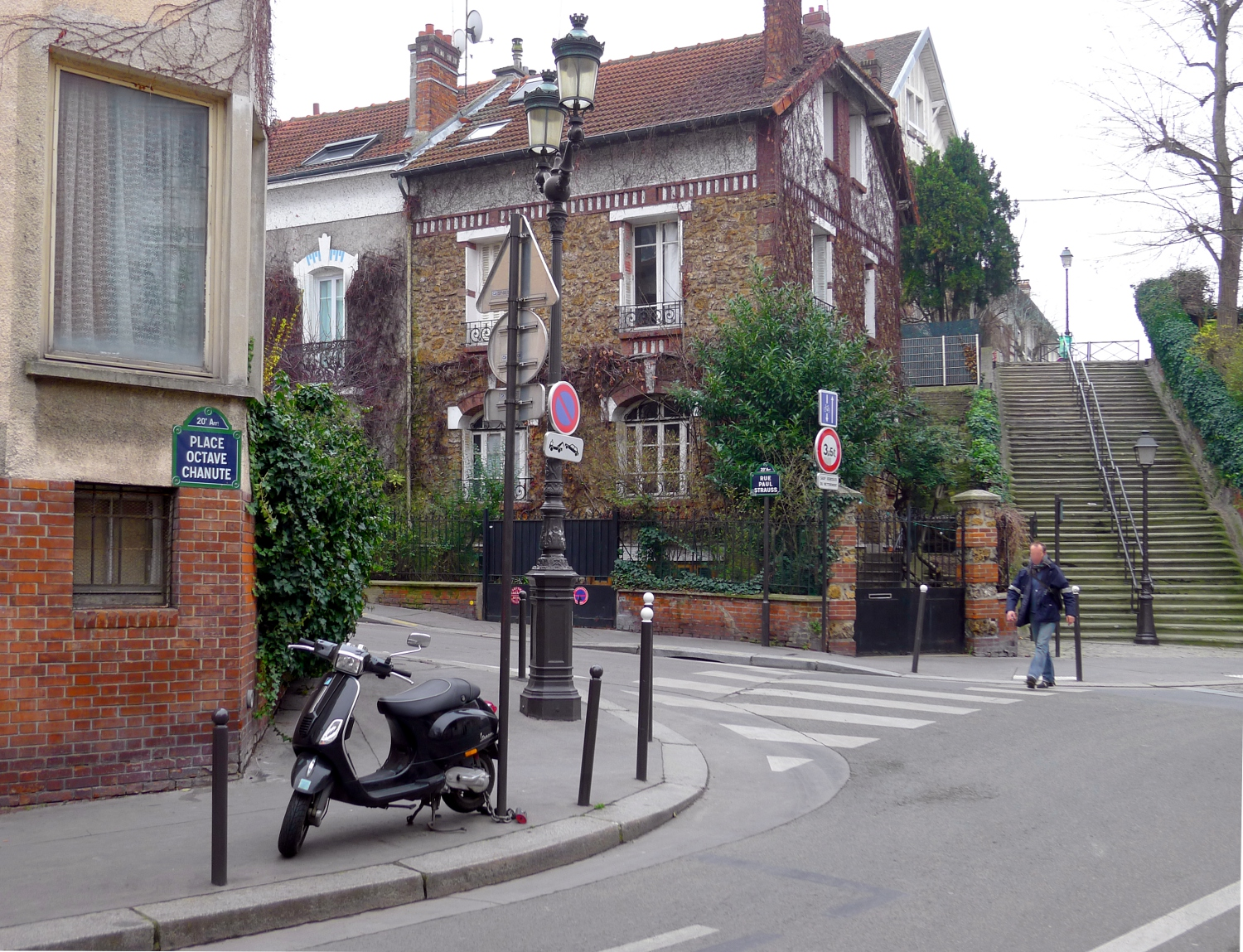
Le haut de la place avec l'escalier permettant l'accès à la Campagne à Paris.